# Batalha de Monteporzio
Batalha de Monteporzio foi uma batalha ocorrida na região do Lácio em 29 de maio de 1167.
Disputada entre as forças a serviço do Papa Alexandre III e o imperador Frederico I da Germânia, terminou com a vitória deste. Porém em seguida seus exércitos foram atingidos por uma epidemia, o que os fez recuar até a Germânia.